# Ozzano dell’Emilia
Ozzano dell’Emilia (emilián nyelven Użàn) település Olaszországban, Emilia-Romagna régióban, Bologna megyében. Lakosainak száma 14 053 fő (2023. január 1.). Ozzano dell’Emilia Budrio, Castenaso, Medicina, Monterenzio, San Lazzaro di Savena, Pianoro és Castel San Pietro Terme községekkel határos.

## Népesség
A település lakossága az elmúlt években az alábbi módon változott:
| Lakosok száma | 13 770 | 13 819 | 14 053 |
|               | 2017   | 2018   | 2023   |